# Aratouri Ravine
Die Aratouri Ravine ist ein kurzer Bach an der Ostküste von Dominica im Parish Saint David.

## Geographie
Die Aratouri Ravine entspringt auf der Anhöhe eines östlichen Ausläufers des Morne La Source, fließt nach Osten und durchquert Vielle Case, wo sie nur wenige Meter von der Mündung des Madjini River entfernt in der Raymond Bay in den Atlantik mündet.